# Wim de Jager (wielrenner)
Wim de Jager ('s-Hertogenbosch, 1 september 1942 - Rijswijk (Zuid-Holland), 26 oktober 2020) was een Nederlands wielrenner, die beroeps was tussen 1964 en 1968. 

## Wielerloopbaan
De Jagers grootste zege was wellicht de GP Union Dortmund, waarin hij het peloton, aangevoerd door Ward Sels en Rudi Altig, voorbleef.

## Belangrijkste overwinningen
1965
- 4e etappe Tour du Nord

1966
- GP Union Dortmund

## Resultaten in voornaamste wedstrijden
| Jaar | Ronde van Italië | Ronde van Frankrijk | Ronde van Spanje |
| ---- | ---------------- | ------------------- | ---------------- |
| 1965 |                  |                     |                  |
| 1967 |                  |                     | opgave           |

| Jaar | Gent-Wevelgem | Amstel Gold Race |
| ---- | ------------- | ---------------- |
| 1965 | 43e           |                  |
| 1967 |               | 44e              |